# Fiore Martelli
Fiore Martelli (Monza, 1908 – Torino, 18 ottobre 1934) è stato un pittore e decoratore italiano.

## Biografia e produzione artistica
Grazie ad una borsa di studio vinta nel 1923 frequentò il corso triennale presso l'Istituto superiore per le industrie artistiche di Monza, dove fu allievo tra gli altri di Ugo Zovetti, Agnoldomenico Pica e Alessandro Mazzucotelli.
Nel 1930, mentre svolgeva il servizio militare come soldato nel reggimento di fanteria di stanza a Torino, venne notato dal comandante, il Principe Umberto II di Savoia, che lo incaricò, appena ventiduenne, di eseguire alcune nuove decorazioni del Castello Reale di Racconigi. In particolare si dedicò alla decorazione del bagno dell'appartamento privato del principe e del soffitto della stanza da musica.
Trasferitosi a Torino si dedicò, oltre che alla decorazione, all'arte applicata e alla pittura di genere.
Sempre per la famiglia reale creò le decorazioni per la villa Calvi di Bergolo a Torino, residenza della principessa Iolanda Margherita di Savoia.
L'ultima sua opera è la decorazione della Casa di riposo "Jona Ottolenghi" di Acqui Terme, su incarico del conte Arturo Ottolenghi, per la quale coadiuvò Marcello Piacentini e Arturo Martini.
Riposa al Cimitero Urbano di Monza.
Sue opere sono conservate nella Pinacoteca di Monza.